# Ewa Lemańska
Ewa Lemańska-Roycewicz (ur. 23 grudnia 1949 w Łodzi) – polska aktorka teatralna i filmowa oraz modelka. W latach 80. wyemigrowała do USA.

## Życiorys
Jeszcze podczas studiów aktorskich, 12 kwietnia 1971 zadebiutowała na scenie Teatru Polskiego im. Hieronima Konieczki w Bydgoszczy, w roli Alkmeny w spektaklu Jeana Giraudoux Amfitrion 38. Po ukończeniu łódzkiej PWST (1971) występowała w Teatrze Polskim w Bydgoszczy (1971–1972) oraz w teatrach warszawskich – Teatrze Ludowym (1974), Teatrze Nowym (1975–1980) i Starej Prochowni (1976). Na małym ekranie po raz pierwszy pojawiła się jako Jaga, koleżanka Ewy na stażu w pierwszym odcinku serialu Doktor Ewa (1970) z Ewą Wiśniewską w roli tytułowej. Na kinowym ekranie zadebiutowała w filmie psychologicznym Tadeusza Konwickiego Jak daleko stąd, jak blisko (1971), u boku Andrzeja Łapickiego i Gustawa Holoubka. Sława przyszła wraz z rolą Maryny w serialu telewizyjnym Jerzego Passendorfera Janosik (1973), który doczekał się rok później (1974) wersji kinowej. Tak bardzo była utożsamiana z tą postacią, że przez następne lata nie dostała żadnej znaczącej filmowej propozycji.
W 1980 wyemigrowała do USA. Przez dziesięć lat była modelką, pojawiała się na pokazach mody w Paryżu, Mediolanie i Londynie. Kiedy w 1998 zachorowała na raka piersi, zainteresowała się medycyną i ukończyła szkołę pielęgniarską. Z powodu braku znajomości języka angielskiego Lemańska w Ameryce występowała jedynie jako statystka, m.in. w filmie Rock of Ages obok Toma Cruise’a.

### Życie prywatne
Po pierwszym małżeństwie z aktorem Cezarym Kaplińskim (1940–2002) zakończonym rozwodem w 1980, wyszła za mąż za człowieka, który okazał się włoskim mafiosem, po raz trzeci poślubiła przebywającego w Miami Olgierda Roycewicza (ur. 1945), syna Henryka Leliwy-Roycewicza. Rozwiedli się po czternastu latach małżeństwa. Przez następnych dwanaście lat była żoną biznesmena Anglika Jamesa Rooneya, którego poznała na Florydzie.
Jej dwaj synowie (ze związku z Roycewiczem) – Alex (ur. 1987 w Japonii) i Brian (ur. 1989 w USA) – zajmują się grafiką komputerową.

## Filmografia

### Filmy kinowe
- 1971: Jak daleko stąd, jak blisko jako panna młoda
- 1974: Janosik jako Maryna
- 1978: Azyl jako Irena, miłość Piotrowskiego

### Filmy TV
- 1973: Żółw jako sprzedawczyni

### Seriale TV
- 1970: Doktor Ewa jako Jaga, odc. 1
- 1974: Janosik jako Maryna
- 1978: Życie na gorąco jako Margaret Santer, agentka zachodniego wywiadu, odc. 9 Bolzano
- 1978: Niewidzialna kamera jako Lorna, odc. King-Kong-Grippe
- 1979: Tajemnica Enigmy, odc. 1
- 1980: Dom, odc. 3
- 1981: Najdłuższa wojna nowoczesnej Europy jako hrabina Antonina Chłapowska, odc. 2 i 3